# Atari Falcon 030
Atari FALCON 030 (FALCON 030) је био кућни рачунар фирме Атари (Atari) који је почео да се производи у САД од 1992. године.
Користио је Motorola MC68030 као микропроцесор. RAM меморија рачунара је имала капацитет од 4 MB (до 14 MB). 
Као оперативни систем кориштен је TOS + GEM.

## Детаљни подаци
Детаљнији подаци о рачунару FALCON 030 су дати у табели испод.
|                       |                                                                       |
| [ 1 ]                 |                                                                       |
| Произвођач            | Атари                                                                 |
| Тип                   | кућни рачунар                                                         |
| Меморија              | 4 (до 14 MB)                                                          |
| Поријекло             | Сједињене Америчке Државе                                             |
| Година                | 1992                                                                  |
| Тастатура             |                                                                       |
| Процесор              |                                                                       |
| Фреквенција процесора | 16 (68030) / 32 (56001)                                               |
| RAM                   | 4 (до 14 MB)                                                          |
| ROM                   | 512                                                                   |
| Текст                 | 40 или 80 знакова x 25 линија (битмап графика)                        |
| Графика               | ST модови, TT модови, VGA (640 x 480), True Color.                    |
| Боја                  | 2 мода : 16 / 15 bit са True color модом или 262144 са палетним модом |
| Звук                  | 8-канала, 16-битни, PCM                                               |
| Димензије             | 40 x 30 x 6,5                                                         |
| Портови               |                                                                       |
| Оперативни систем     |                                                                       |